# Odległość Hamminga
Odległość Hamminga (ang. Hamming distance), {\displaystyle D_{H}} – wprowadzona przez Richarda Hamminga miara odmienności dwóch ciągów o takiej samej długości, wyrażająca liczbę miejsc (pozycji), na których te dwa ciągi się różnią. Innymi słowy jest to najmniejsza liczba zmian (operacji zastępowania elementu innym), jakie pozwalają przeprowadzić jeden ciąg na drugi.

## Własności
Dla ustalonej długości {\displaystyle n,} odległość Hamminga jest metryką na przestrzeni wektorowej słów o tej długości. 
Dla ciągów binarnych {\displaystyle a} i {\displaystyle b} odległość Hamminga jest równa liczbie jedynek w słowie {\displaystyle a} XOR {\displaystyle b} . 
Przestrzeń metryczna słów binarnych o długości {\displaystyle n,} z odległością Hamminga, jest nazywana kostką Hamminga. Słowa binarne o długości {\displaystyle n} można traktować jako wektory w przestrzeni {\displaystyle \mathbb {R} ^{n}} przyjmując każdy symbol w łańcuchu jako współrzędną rzeczywistą; przy tym zanurzeniu takie łańcuchy stanowią wierzchołki {\displaystyle n}-wymiarowej hiperkostki, a odległość Hamminga słów jest równoważna metryce taksówkowej pomiędzy wierzchołkami.

## Opis
Ścisła implementacja zależy oczywiście od definicji użytych ciągów. Na przykład dwa ciągi bajtów zapisanych w pamięci komputera można, zależnie od potrzeb, potraktować jako ciągi binarne lub ciągi literowe zakodowane w ASCII; odpowiednio odległość Hamminga będziemy definiować jako liczbę różnych bitów lub różnych bajtów.
Odległość Hamminga pozwala określić pewne właściwości kodowania:
- możliwa liczba korekcji błędów jest mniejsza lub równa {\displaystyle {\tfrac {D_{H}-1}{2}},}
- możliwa liczba detekcji błędów jest mniejsza niż {\displaystyle D_{H}.}

Następnie można określić, że dla:
- {\displaystyle D_{H}=1} – nie możliwa jest korekcja ani detekcja,
- {\displaystyle D_{H}=2} – jest możliwe wykrycie błędu, jednak niemożliwa jest korekcja,
- {\displaystyle D_{H}=3} – możliwa jest detekcja 2 błędów i korekcja jednego.

Przykłady:
- odległość pomiędzy ciągami 10011101 i 10111001 wynosi 2.
- odległość pomiędzy ciągami zagrabić i zatrąbił wynosi 3.

Uogólnieniem odległości Hamminga jest odległość Levenshteina, uwzględniająca nie tylko zamianę znaku na inny, ale także wstawianie i usuwanie znaków z ciągu (a więc obejmująca napisy o różnych długościach).